# Huta Nowa (Ukraina)
Huta Nowa (ukr. Нова Гута, Nowa Huta) – wieś na Ukrainie, w obwodzie tarnopolskim, w rejonie czortkowskim, hromadzie Monasterzyska. W 2001 roku liczyła 164 mieszkańców.
Do 2020 w rejonie monasterzyskim.
W 1924 roku w Hucie Nowej erygowano parafię rzymskokatolicką, wyodrębnioną z parafii w Monasterzyskach. 
W 1921 roku wieś liczyła 108 gospodarstw i zamieszkana była przez 506 osób, wyłącznie narodowości polskiej. W 1943 roku oddziały UPA trzykrotnie bezskutecznie atakowały wieś. W roku następnym banderowcy zamordowali kilku Polaków.
W czasie wojny proboszcz parafii, ks. Antoni Kania ps. "Ketlin" był kapelanem Obwodu Armii Krajowej i organizatorem samoobrony w pobliskich wioskach. Przechowywał uciekinierów i osoby represjonowane. W 2016 r. otrzymał pośmiertnie izraelskie odznaczenie Sprawiedliwy wśród narodów świata za przechowywanie Żydówki i jej syna. 
Z Huty Nowej pochodził rzymskokatolicki biskup charkowsko-zaporoski Stanisław Padewski (1932 - 2017). 